# جيمس د. لونغ
جيمس د. لونغ (بالإنجليزية: James D. Long)‏ هو كاتب خيال علمي وكاتب أمريكي، ولد في 1948.